# Evippa aculeata
Evippa aculeata là một loài nhện trong họ Lycosidae.
Loài này thuộc chi Evippa. Evippa aculeata được Kroneberg miêu tả năm 1875.